# The Bends
Cet article concerne l'album de Radiohead. Pour la maladie des caissons (« the bends » en anglais), voir Accident de décompression.
Albums de Radiohead
Live at the Astoria
(1994) OK Computer
(1997)
The Bends est le deuxième album du groupe Radiohead, produit par John Leckie, épaulé par Nigel Godrich, qui deviendra par la suite le principal producteur du groupe. À sa sortie, en 1995, cet album a surpris la critique par la différence de style qu'il marque avec l'opus précédent, Pablo Honey. L'usage de claviers est mis en avant, les guitares s'orientent vers un son plus agressif et les paroles deviennent plus inspirées, Thom Yorke prenant dès lors son rôle de parolier très au sérieux, en dénonçant par exemple la fatigue des tournées incessantes.
Malgré un accueil critique largement favorable, plus encore que son prédécesseur Pablo Honey, The Bends ne parvint cependant pas à réitérer le succès commercial de Creep. Le dernier extrait de l'album, Street Spirit (Fade Out), fut tout de même leur premier single classé dans le Top 5 britannique, l'album atteignant au plus haut la 88e place des charts américains.
Bien que n'ayant pas connu le succès fulgurant qui caractérisera par la suite chaque parution du groupe, The Bends a été certifié trois fois disque de platine en Grande-Bretagne et au Canada, et une fois aux États-Unis comme en Europe. Du fait du grand retentissement qu'a suscité le début de carrière de Radiohead, cet album est encore aujourd'hui considéré comme une des œuvres artistiques majeures des années 1990. À ce titre, Matthew Bellamy, leader du groupe Muse, le citera par exemple comme l'un des plus grands albums de cette décennie avec Nevermind de Nirvana. Plusieurs titres de ce disque, tels Planet Telex, Just, Fake Plastic Trees, My Iron Lung et Street Spirit (Fade Out), ont continué à être joués sur scène par le groupe dans toutes ses tournées jusqu'à la plus récente en 2016-2018. 
Cet album est dédié à l'humoriste nord-américain Bill Hicks, mort en février 1994 à l'âge de 32 ans.

## Origine de l'album
Commençant sa première tournée aux États-Unis, le groupe se trouve soudain écrasé par le succès de Creep, leur single sorti à l'automne 1992, et il en résulte un vif malaise pour chacun des membres, qui décident de mettre fin à cette tournée alors qu'elle amorçait une seconde année. « Vers la fin, nous jouions toujours les mêmes chansons que nous avions enregistrées deux ans auparavant. C'était comme si le temps s'était figé à cette époque-là. » Parallèlement, cette pression qui accablait le groupe donne naissance à de multiples tensions, tandis que le public réclame avec impatience un nouvel opus.
La tournée se poursuit en Australasie et en Extrême-Orient, le changement de décor permettant de réduire un temps la pression, mais leur notoriété les rattrape vite, et Yorke, lassé d'être « en première ligne d'un mode de vie sexy, impudent et tape-à-l'œil “à la MTV” », a l'impression d'être pris dans une spirale de consommation à l'échelle mondiale.[pas clair]
Parallèlement, le groupe sort en 1994 l'EP My Iron Lung, ironisant avec le titre éponyme (single qui deviendra un de leurs titres-phares) sur le succès de Creep, moteur d'une notoriété immédiate pour le groupe, initialement grisante mais qui devint cependant vite « étouffante ».

## Enregistrements et production
Début 1994, la bande s'attèle aux premiers arrangements de l'album, sous la tutelle du nouveau producteur John Leckie. Alors que les sessions étaient censées débuter aux RAK Studio de Londres en janvier, le groupe oxfordien Ride, également produit par Leckie, devance Radiohead et réserve l'endroit jusqu'à la fin février pour peaufiner son prochain album, Carnival of Light. Pendant ce temps, les chansons de Radiohead sont répétées longuement avant l'entrée en studio, ce qui finit par générer un sentiment de lassitude et de frustration au sein du groupe. « Toutes ces chansons étaient prêtes, nous les aimions vraiment, mais c'était comme si nous les connaissions “trop” bien », explique Thom Yorke dans Exit Music: A Radiohead Story, une biographie de Mac Randall. « D'une manière assez étrange, nous avons donc dû réapprendre à les apprécier comme au début avant de les enregistrer ».
Les premiers mois de studio s'avérent difficiles à gérer sous la pression que représente l'élaboration d'un album devant faire suite au succès de Pablo Honey, tandis qu'EMI réclame l'achèvement des travaux pour octobre 1994. De même, on conseille vivement à Radiohead de sortir sans plus attendre le lead single de l'album, alors que la production hésite encore entre quatre titres potentiellement candidats, sur lesquels le groupe s'attèle corps et âme : Sulk, The Bends, Just et (Nice Dream). Et c'est dans une ambiance peu productive que l'album commence à s'échafauder. « Tout le monde s'arrachait les cheveux en gémissant “C'est toujours pas ça !” [...] On se tuait à la tâche », raconte Leckie.
Parallèlement, le processus est ralenti par les expérimentations de Jonny Greenwood qui cherche à trouver « un son vraiment particulier » pour sa guitare, alors que Leckie est persuadé que c'est déjà le cas. Ainsi, tout ce que le groupe est en mesure de dévoiler lorsque des émissaires du label viennent s'enquérir de l'avancement de l'album se résume à « un son de batterie ou un truc du genre ».[pas clair]
Alors que les tensions entre les membres du groupe (plus particulièrement entre Yorke et les autres) sont au plus haut, et que l'on envisage un « break », Leckie suggère au chanteur d'enregistrer quelques chansons à l'écart.
En mai, le groupe part en tournée jusqu'à mi-juin, tournée qui prend rapidement la forme du « break » proposé précédemment. La production de l'album se poursuit dans le complexe rural du milliardaire Richard Branson, le « Manoir », où le groupe se décide à prendre les choses en mains ; le travail avance alors beaucoup plus vite qu'au cours des mois précédents. Leckie affirmera par la suite que la tournée a été un moyen pour tout le monde de retrouver de l'assurance. La touche finale est apportée aux studios Abbey Road, avec quelques mixages réalisés par Leckie.

## Aspect musical
Selon le groupe, The Bends vit Yorke opérer un changement thématique dans l'écriture de ses textes, exprimant moins ses angoisses personnelles, pour s'atteler à sa vision nébuleuse de notre époque, à grand renfort de paroles au sens incertain, ce qui deviendra une caractéristique des futures œuvres du groupe.
À ce titre, Fake Plastic Trees est une critique visant le Canary Wharf, quartier d'affaires en bordure de la Tamise, alors en pleine expansion commerciale, et devenant l'un des symboles de la mondialisation "ultra-libérale" ; Sulk renvoie au massacre de Hungerford de 1987, perpétré par un fou armé qui finit par retourner l'arme contre lui-même (la dernière ligne était d'ailleurs à l'origine « Just shoot your gun », qui aurait pu être vu comme une référence au suicide alors récent de Kurt Cobain, mais fut finalement changée).

## Aspect visuel
The Bends marqua le début de la collaboration du groupe avec le graphiste Stanley Donwood, qui signera les pochettes de tous leurs futurs albums, ainsi que de quelques projets personnels des membres (dont ceux de Jonny Greenwood). 
Donwood et Yorke travaillèrent en commun pour cet album, le chanteur se créditant sous le pseudonyme de The White Chocolate Farm, qu'il raccourcira plus tard en Tchock. Alors que ce dernier avait dans l'idée de représenter sur la pochette un poumon d'acier (en référence au titre My Iron Lung), le résultat final fut obtenu à partir d'un mannequin médical dont le visage fut remplacé par celui de Yorke.
Ce sera le dernier album présentant des photos du groupe.

## Liste des titres
| No  | Titre                      | Durée |
| --- | -------------------------- | ----- |
| 1.  | Planet Telex               | 4:19  |
| 2.  | The Bends                  | 4:06  |
| 3.  | High and Dry               | 4:17  |
| 4.  | Fake Plastic Trees         | 4:50  |
| 5.  | Bones                      | 3:09  |
| 6.  | (Nice Dream)               | 3:53  |
| 7.  | Just                       | 3:54  |
| 8.  | My Iron Lung               | 4:36  |
| 9.  | Bullet Proof..I Wish I Was | 3:28  |
| 10. | Black Star                 | 4:07  |
| 11. | Sulk                       | 3:42  |
| 12. | Street Spirit (Fade Out)   | 4:12  |

| 13. | How Can You Be Sure? | 4:20 |
| 14. | Killer Cars          | 3:02 |

### Disque bonus de l'édition collector de 2009
1. The Trickster
2. Punchdrunk Lovesick Singalong
3. Lozenge Of Love
4. Lewis (Mistreated)
5. Permanent Daylight
6. You Never Wash Up After Yourself (Live)
7. Maquiladora
8. Killer Cars
9. India Rubber
10. How Can You Be Sure
11. Fake Plastic Trees (Acoustic Version)
12. Bullet Proof ... I Wish I Was (Acoustic)
13. Street Spirit (Fade Out) (Acoustic)
14. Talk Show Host
15. Bishop's Robes
16. Banana Co
17. Molasses
18. Just (BBC Radio 1 Evening Session (04/14/94))
19. Maquiladora (BBC Radio 1 Evening Session (04/14/94))
20. Street Spirit (Fade Out) (BBC Radio 1 Evening Session (04/14/94))
21. Bones (BBC Radio 1 Evening Session (04/14/94))

### DVD de l'édition collector de 2009
1. High & Dry video clip
2. High & Dry (US Version) video clip
3. Fake Plastic Trees video clip
4. Just video clip
5. Street Spirit (Fade Out) video clip
6. Bones (Live at the Astoria London May 1994)
7. Black Star (Live at the Astoria London May 1994)
8. The Bends (Live at the Astoria London May 1994)
9. My Iron Lung (Live at the Astoria London May 1994)
10. Maquiladora (Live at the Astoria London May 1994)
11. Fake Plastic Trees (Live at the Astoria London May 1994)
12. Just (Live at the Astoria London May 1994)
13. Street Spirit (Fade Out) (Live at the Astoria London May 1994)
14. My Iron Lung (2 Meter Session)
15. High And Dry (2 Meter Session)
16. Fake Plastic Trees (2 Meter Session)
17. Street Spirit (Fade Out) (2 Meter Session)
18. The Bends (Live On Later With Jools Holland)
19. High And Dry (Live On Later With Jools Holland)
20. High And Dry (Live On Top Of The Pops)
21. Fake Plastic Trees (Live On Top Of The Pops)
22. Street Spirit (Fade Out) (Live On Top Of The Pops)

## Singles
- My Iron Lung
- High and Dry
- Fake Plastic Trees
- Just
- Street Spirit (Fade Out)

## Récompenses
- En 2001, le magazine Q a classé l'album numéro 4 dans une liste des 50 meilleurs albums des quinze dernières années[10].